# Rick Dowswell
Rick Dowswell, född 21 januari 1951, är en friidrottare från Kanada. Han deltog vid olympiska sommarspelen 1972.